# Marko Mitrović
Marko Mitrović (født 27. juni 1992) er en svensk fodboldspiller, der spiller for Radnički Niš.
Han har tidligere spillet for Chelseas akademi, hvor han var med til at vinde FA Youth Cup 2009–10. Han blev herefter rykket op til reserverne, men fik aldrig en førsteholdsoptræden. Han fik sin professionelle debut for Brescia i en Coppa Italia-kamp mod Cremonese.

## Tidligt liv
Mitrović er født i Högaholm. Han er af serbisk oprindelse. Han har en yngre bror, Alexandar, og en ældre søster, Christina.

## Karriere

### Randers FC
Han skrev i juni 2016 under på en toårig kontrakt gældende frem 30. juni 2018. Han fik sin debut for Randers FC i Superligaen den 18. juli 2016, da han blev skiftet ind i det 68. minut i stedet for Viktor Lundberg i 2-2-kampen ude mod FC Midtjylland. Han spillede i alt ti kampe og scorede nul mål i sit halve år i Randers i Superligaen. Heraf var de syv kampe som indskifter, mens han startede inde i tre kampe.

### SønderjyskE
Den 17. januar 2017 blev det offentliggjort, at Mitrović fik ophævet sin kontrakt i Randers FC og skiftede til SønderjyskE, hvor han skrev under på en kontrakt gældende frem til sommeren 2019.
Han stoppede i SønderjyskE pr. 22. august 2018 for i stedet at fortsætte karrieren i serbiske Radnički Niš.

## Titler

### Klub

#### Chelsea FC
- Cobham Cup (1): 2008-09
- FA Youth Cup (1): 2009-10
- Premier Reserve League (1): 2010-11

### Individuelt
- Cobham Cup Golden Boot (1): 2008-09